# Otto Findeisen
Otto Karl Findeisen (Brno, 23 de diciembre de 1862 - Leipzig, 25 de enero de 1947) fue un director de orquesta y compositor alemán nacido en Austria-Hungría, país al que pertenecía entonces su ciudad natal, que hoy pertenece a la República Checa.

## Biografía
El joven Otto estudió música en el Conservatorio de Viena, donde uno de sus principales profesores fue Anton Bruckner. Después de 1882 desempeñó el trabajo de maestro de capilla en varias localidades de Bohemia, tras lo cual ya pasó a trabajar en el Carl-Teather de Viena, y posteriormente en Alemania, en el Wilhwelm-Teathe de Magdeburgo y en el Carl-Schutze-Teather de Hamburgo, entre otros teatros.

## Operetas (selección)
- 1890. Der alte Dessauer[2]
- 1891. Hennigs von Treffenfeld
- 1897. Kleopatra
- 1898. Der Spottvogel
- 1904. Der Sühneprinz
- 1908. Sonnenguckert
- 1909. Miester Pinkebank
- 1910. Diegoldene Gans
- 1913. Jung Habenichts und das Silberprinzesschen